# 12998 Thomas-Keprta
12998 Thomas-Keprta eller 1981 EB43 är en asteroid i huvudbältet som upptäcktes den 2 mars 1981 av den amerikanska astronomen Schelte J. Bus vid Siding Spring-observatoriet. Den är uppkallad efter Kathie L. Thomas-Keprta.